# Research Unix

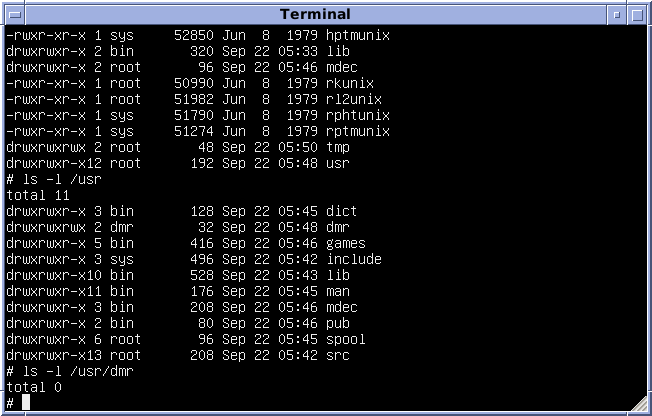
Version 7 Unix para el PDP-11, corriendo en SIMH

El término Research Unix se refiere a las primeras versiones del sistema operativo Unix para computadoras DEC PDP-7, PDP-11, VAX e Interdata 7/32 y 8/32, desarrollado en el Centro de Investigación de Ciencias de la Computación de Bell Labs, (en inglés) Computing Sciences Research Center, CSRC).

## Historia
El término Research Unix apareció por primera vez en Bell System Technical Journal (Vol. 57, No. 6, Pt. 2 Jul/Ago 1978) para distinguirlo de otras versiones internas de Bell Labs (como PWB/UNIX y MERT) cuyo código base había divergido de la versión principal del Computing Sciences Research Center, CSRC. Sin embargo, ese término se usó no sólo hasta la Versión 8 de Unix (V8), sino también se aplicó retroactivamente a versiones anteriores. Antes de la V8, el sistema operativo se llamaba comúnmente simplemente UNIX (en mayúsculas) o UNIX Time-Sharing System.
AT&T licenció la Versión 5 para instituciones educativas y la Versión 6 también para sitios comerciales. Las escuelas pagaron $200 y otras $20,000, desalentando la mayoría del uso comercial, pero la Versión 6 fue la versión más utilizada en la década de 1980. Las versiones de Research Unix a menudo se mencionan por la edición del manual que las describe, porque las primeras versiones y las últimas nunca se lanzaron oficialmente fuera de Bell Labs y crecieron orgánicamente.
Entonces, el primer Research Unix sería la 1a Edición, y la última la 10a Edición. 
Otra forma común de referirse a ellos es como "Versión x Unix" o "Vx Unix", donde x es la edición manual.
Todas las ediciones modernas de Unix, excepto las implementaciones similares a Unix, como Coherent, Minix y Linux, se derivan de la 7a edición.

## Versiones
| Edición Manual     | Fecha de lanzamiento   | Descripción |
| ------------------ | ---------------------- | --- |
| 1 a Edición        | 3 de noviembre de 1971 | 1a Edición del manual de Unix, basado en la versión que se ejecutaba en el PDP-11 en ese momento. El sistema operativo tenía dos años de antigüedad y se portó del PDP-7 al PDP-11/20 en 1970. Incluye: ar, as, bcd, cal, cat, chdir, chmod, chown, cmp, cp, date, dc, df, du, ed, find, glob, init, ld, ln, ls, mail, mesg, mkdir, mkfs, mount, mv, nm, od, pr, rm, rmdir, roff, sh, sort, stat, strip, su, sum, tty, umount, wc, who, write; también precursores defsck, reboot, y adb El sistema también contaba con un compilador B y Fortran, un intérprete BASIC, archivos de dispositivos y funciones para el manejo de discos perforados, DECtape y RK05.                                          |
| 2 a Edición        | 12 de junio de 1972    | El número total de instalaciones en ese momento era 10, "se esperaban más", según el prefacio del manual. Se agrega: echo, exit, login, macroprocesador m6, man, nroff, strip, stty, compilador-compilador para tmg y el primer compilador C. |
| 3 a Edición        | Febrero de 1973        | Introdujo un depurador de C, pipes, crypt, kill, passwd, ps, size, speak, split, uniq y yacc. Los comandos se dividen entre /bin y /usr/bin, lo que requiere una ruta de búsqueda (/usr era el punto de montaje para un segundo disco duro). El número total de instalaciones fue de 16. |
| 4 a Edición        | 9 de noviembre de 1973 | Primera versión escrita en C. También introdujo comm, dump, file, grep, nice, nohup, sleep, sync, tr, wait e printf(3). Incluyó un intérprete SNOBOL. El número de instalaciones figuraba como "más de 20". El manual fue formateado con troff por primera vez. Versión descrita en el documento CACM de Thompson y Ritchie, la primera exposición pública del sistema operativo. |
| 5 a Edición        | Junio de 1974          | Ampliamente licenciado para instituciones educativas. Introdujo col, dd, diff, eqn, lpr, pwd, spell, tee, y el sticky bit. Dirigido al PDP-11/40 y otros 11 modelos con direcciones de 18 bits. Instalaciones "por encima de 50" |
| 6 a Edición        | Mayo de 1975           | Incluye ratfor, bc, chgrp, cron, newgrp, ptrace(2), tbl, units, y wall. Primera versión ampliamente disponible fuera de Bell Laboratories, con licencia para usuarios comerciales, y para ser portado a hardware que no sea PDP (Interdata 7/32). Mayo de 1977 vio el lanzamiento de MINI-UNIX, un v6 "reducido" para el PDP-11/10 de gama baja. |
| 7 a Edición        | Enero de 1979          | Incluye el shell Bourne shell, ioctl(2), stdio(3) y pcc que aumentan el compilador C de Dennis Ritchie. Agrega: adb, at, awk, banner, basename, cu, diff3, expr, f77, factor, fortune, iostat, join, lex, lint, look, m4, make, rev, sed, tabs, tail, tar, test, touch, true, false, tsort, uucp, uux. El antepasado de UNIX System III y la última versión de Research Unix para ver distribuciones externas generalizadas. Fusionó la mayoría de las utilidades de PWB/UNIX con un kernel ampliamente modificado con casi un 80 % más de líneas de código que V6. Adaptado a PDP-11, Interdata 8/32 y VAX (UNIX/32V). 32V fue la base para 3BSD.                                                         |
| 8 a Edición        | Febrero de 1985        | Un 4.1cBSD modificado para VAX, con un shell System V y sockets reemplazados por Streams. Se usa internamente y solo tiene licencia para uso educativo. Agrega: Berkeley DB, Curses(3), cflow, clear, compress, cpio, csh, cut, ksh, last, netstat, netnews, seq, telnet, tset, ul, vi, vmstat. La terminal gráfica Blit se convirtió en la principal interfaz de usuario. Incluye Lisp, Pascal y Altran. Se agregó un sistema de archivos de red que permitía acceder a archivos de computadoras remotas como /n/hostname/path, y una biblioteca de expresiones regulares que introdujo una API que luego imitó la reimplementación de Henry Spencer. Primera versión sin ensamblado en la documentación. |
| 9 a Edición        | Septiembre de 1986     | Código incorporado de 4.3BSD; utilizado internamente. Presentó una versión generalizada del mecanismo Streams IPC introducido en V8. La llamada al sistema de montaje se amplió para conectar una secuencia a un archivo, cuyo otro extremo podría conectarse a un programa (a nivel de usuario). Este mecanismo se usó para implementar el código de conexión de red en el espacio del usuario. Otras innovaciones incluyen Sam. Según Dennis Ritchie, V9 y V10 eran "conceptuales": existían manuales, pero no distribuciones de Sistemas Operativos "en forma completa y coherente". |
| 10 a Edición       | Octubre de 1989        | Última Research Unix. Aunque el manual fue publicado fuera de AT&T por Saunders College Publishing, no hubo una distribución completa del sistema en sí. Las novedades incluyeron herramientas de composición de gráficos diseñadas para trabajar con troff, un intérprete de C, programas de animación y varias herramientas encontradas más tarde en Plan 9: la herramienta de compilación Mk y rc shell. V10 también fue la base para el sistema operativo seguro multinivel IX. de Douglas McIlroy y James A. Reeds. |
| Plan 9 1 a Edición | 1992                   | Plan 9 fue un sistema operativo sucesor de Research Unix desarrollado por Bell Laboratories Computing Science Research Center (CSRC). |

## Legado
En 2002, Caldera International lanzó Unix V1, V2, V3, V4, V5, V6, V7 en PDP-11 y Unix 32V en VAX como FLOSS bajo una licencia de software permisiva similar a  la licencia BSD.
En 2017, Unix Heritage Society y Alcatel-Lucent USA Inc., en nombre propio y de Nokia Bell Laboratories, lanzaron V8, V9 y V10 con la condición de que solo se permitiera el uso no comercial y que no hicieran valer derechos de autor. contra tal uso.